# ガウル
ガウル（Bos gaurus）は、哺乳綱偶蹄目（鯨偶蹄目とする説もあり）ウシ科ウシ属に分類されるウシ族の偶蹄類である。

## 分類
別名インドヤギュウ、ガウア、セラダン。英語ではインドバイソン（Indian Bison）とも呼ばれるが、ガウルはバイソン属とは別属別種である。
野生種（Bos gaurus）に対して、家畜種（Bos frontalis）はガヤルと呼ばれる。
現生のウシ族では、コープレイ（Bos sauveli）およびバンテン（Bos javanicus）と比較的に近縁とされる。2021年に発表された現生ウシ族の遺伝上の関連性は以下の通りになる。
|                     | ノヤク（Bos mutus）+ヤク（B. grunniens）                                                                |
|                     | |
| バイソン属（Bison） | \| \| アメリカバイソン（Bison bison） \| \| \| \| \| \| ヨーロッパバイソン（Bison bonasus） \| \| \| \| |
|                     | \| \| アメリカバイソン（Bison bison） \| \| \| \| \| \| ヨーロッパバイソン（Bison bonasus） \| \| \| \| |
|                     | アメリカバイソン（Bison bison）                                                                         |
|                     | |
|                     | ヨーロッパバイソン（Bison bonasus）                                                                     |
|                     | |

|  | アメリカバイソン（Bison bison）     |
|  |                                     |
|  | ヨーロッパバイソン（Bison bonasus） |
|  |                                     |

|  | バンテン（Bos javanicus）+バリ牛（B. domesticus） |
|  |                                                   |
|  | ガウル（Bos gaurus）+ガヤル（B. frontalis）       |
|  |                                                   |
|  | コープレイ（Bos sauveli）                         |
|  |                                                   |

|                     | ノヤク（Bos mutus）+ヤク（B. grunniens）                                                                |
|                     | |
| バイソン属（Bison） | \| \| アメリカバイソン（Bison bison） \| \| \| \| \| \| ヨーロッパバイソン（Bison bonasus） \| \| \| \| |
|                     | \| \| アメリカバイソン（Bison bison） \| \| \| \| \| \| ヨーロッパバイソン（Bison bonasus） \| \| \| \| |
|                     | アメリカバイソン（Bison bison）                                                                         |
|                     | |
|                     | ヨーロッパバイソン（Bison bonasus）                                                                     |
|                     | |

|  | アメリカバイソン（Bison bison）     |
|  |                                     |
|  | ヨーロッパバイソン（Bison bonasus） |
|  |                                     |

|  | バンテン（Bos javanicus）+バリ牛（B. domesticus） |
|  |                                                   |
|  | ガウル（Bos gaurus）+ガヤル（B. frontalis）       |
|  |                                                   |
|  | コープレイ（Bos sauveli）                         |
|  |                                                   |

|                     | ノヤク（Bos mutus）+ヤク（B. grunniens）                                                                |
|                     | |
| バイソン属（Bison） | \| \| アメリカバイソン（Bison bison） \| \| \| \| \| \| ヨーロッパバイソン（Bison bonasus） \| \| \| \| |
|                     | \| \| アメリカバイソン（Bison bison） \| \| \| \| \| \| ヨーロッパバイソン（Bison bonasus） \| \| \| \| |
|                     | アメリカバイソン（Bison bison）                                                                         |
|                     | |
|                     | ヨーロッパバイソン（Bison bonasus）                                                                     |
|                     | |

|  | アメリカバイソン（Bison bison）     |
|  |                                     |
|  | ヨーロッパバイソン（Bison bonasus） |
|  |                                     |

|  | バンテン（Bos javanicus）+バリ牛（B. domesticus） |
|  |                                                   |
|  | ガウル（Bos gaurus）+ガヤル（B. frontalis）       |
|  |                                                   |
|  | コープレイ（Bos sauveli）                         |
|  |                                                   |

|                     | ノヤク（Bos mutus）+ヤク（B. grunniens）                                                                |
|                     | |
| バイソン属（Bison） | \| \| アメリカバイソン（Bison bison） \| \| \| \| \| \| ヨーロッパバイソン（Bison bonasus） \| \| \| \| |
|                     | \| \| アメリカバイソン（Bison bison） \| \| \| \| \| \| ヨーロッパバイソン（Bison bonasus） \| \| \| \| |
|                     | アメリカバイソン（Bison bison）                                                                         |
|                     | |
|                     | ヨーロッパバイソン（Bison bonasus）                                                                     |
|                     | |

|  | アメリカバイソン（Bison bison）     |
|  |                                     |
|  | ヨーロッパバイソン（Bison bonasus） |
|  |                                     |

|  | バンテン（Bos javanicus）+バリ牛（B. domesticus） |
|  |                                                   |
|  | ガウル（Bos gaurus）+ガヤル（B. frontalis）       |
|  |                                                   |
|  | コープレイ（Bos sauveli）                         |
|  |                                                   |

## 分布
インド中部および北東部・南部（西ガーツ山脈）、カンボジア、タイ王国、中華人民共和国（雲南省、チベット自治区）、ネパール、ブータン、ミャンマー、ラオスに分布する。
スリランカとバングラデシュでは絶滅したと考えられており、インドから（パンダ外交の一種として）スリランカへ個体を寄贈した上での野生下への再導入が検討されている。

## 形態
頭胴長（体長）240 - 330センチメートル。尾長70 - 105センチメートル。肩高160 - 220センチメートル。体重580 - 1,000キログラム。肩は隆起し、胴体の中ほどで胸椎の突起が短くなるため段になる。背面の毛衣は暗いオリーブ色をおびた褐色で、腹面は淡色。加齢に伴い体色は黒みをおびる。四肢下部は白い。
基部から上方外側へ向かい、先端が内側に強く湾曲する角が生える。角の断面は楕円形。左右の角の間は隆起し、前方に突出する。

## 分類
本種の学名を家畜化された個体を元に記載された、B. frontalisとする説もあった。2003年にICZNの強権によりB. frontalisは家畜個体のみを指す学名として、野生個体の学名はB. gaurusを引き続き使用することが認められた。

## 生態
主に標高2,500メートル以下にある、落葉広葉樹林や常緑広葉樹林に生息する。平均6 - 7頭からなる群れを形成し生活する。
主に草本を食べるが、木の葉も食べる。昼夜を問わずに採食を行うが、暑い地域では主に薄明薄暮時や夜間に採食を行う。捕食者としてトラが挙げられ、幼獣はヒョウ、ドールにも捕食される。トラは本種の喉に噛みついて窒息死させることが多いものの本種のオスは頸部が太いうえに喉に肉垂があることから窒息させるのが困難なため、本種のオスの後肢を攻撃して引き倒すこともある。一方で本種のオスは、トラを殺すこともある。
繁殖様式は胎生。妊娠期間は270 - 280日。インド・マレーシア・ミャンマーでは年間を通して幼獣がみられるという報告例から、周年繁殖すると考えられている。一方でインド中部の個体群は12月から翌1月に交尾し、8 - 9月に出産するという報告例もある。授乳期間は180 - 240日だが、生後6か月以上の個体に授乳することはまれ。生後2 - 3年で性成熟する。

## 人間との関係
食用とされたり、内臓が薬用になると信じられたりしている。角が装飾品として用いられることもある。インド北東部や中華人民共和国・ネパール・ブータンでは、家畜化されている。乳を利用したり荷物の牽引・耕作などに用いられたりすることはほぼなく、主に権威の象徴として用いられる。物品や婚姻の対価として交換されたり儀式に用いられ、後に食用とされることもある。
農地開発や道路建設・鉱業などによる生息地の破壊、食用や薬用・ハンティングトロフィー目的の狩猟、家畜との競合、牛疫や口蹄疫などの家畜からの感染症などにより生息数は減少している。バングラデシュでは1970年代以降は報告例がなく、絶滅したとされる。生息地では法的に保護の対象とされている。1975年のワシントン条約発効時から、ワシントン条約附属書Iに掲載されている（家畜個体は除く）。マレーシアでの1994年における生息数は500頭、ラオスでの1990年代における生息数は1,000頭と推定されている。